# Cartignano
Cartignano là một đô thị tại tỉnh Cuneo trong vùng Piedmont của Italia, vị trí cách khoảng 70 km về phía tây nam của Torino và khoảng 25 km về phía tây bắc của Cuneo. Tại thời điểm ngày 31 tháng 12 năm 2004, đô thị này có dân số 172 người và diện tích 6,5 km².
Cartignano giáp các đô thị: Dronero, Melle, Roccabruna và San Damiano Macra.